# Vogelpark Biebesheim
Koordinaten: 49° 46′ 34″ N, 8° 27′ 29″ O
Der Vogelpark Biebesheim ist ein 2,5 Hektar großer Vogelpark in Biebesheim am Rhein. Er ist u. a. für seine Zuchterfolge von Emus, Turmfalken und Steinkäuzen bekannt. Seit 1981 betreibt der Biebesheimer Vogelpark erfolgreich die Wiederansiedlung des heimischen Weißstorches.

## Geschichte

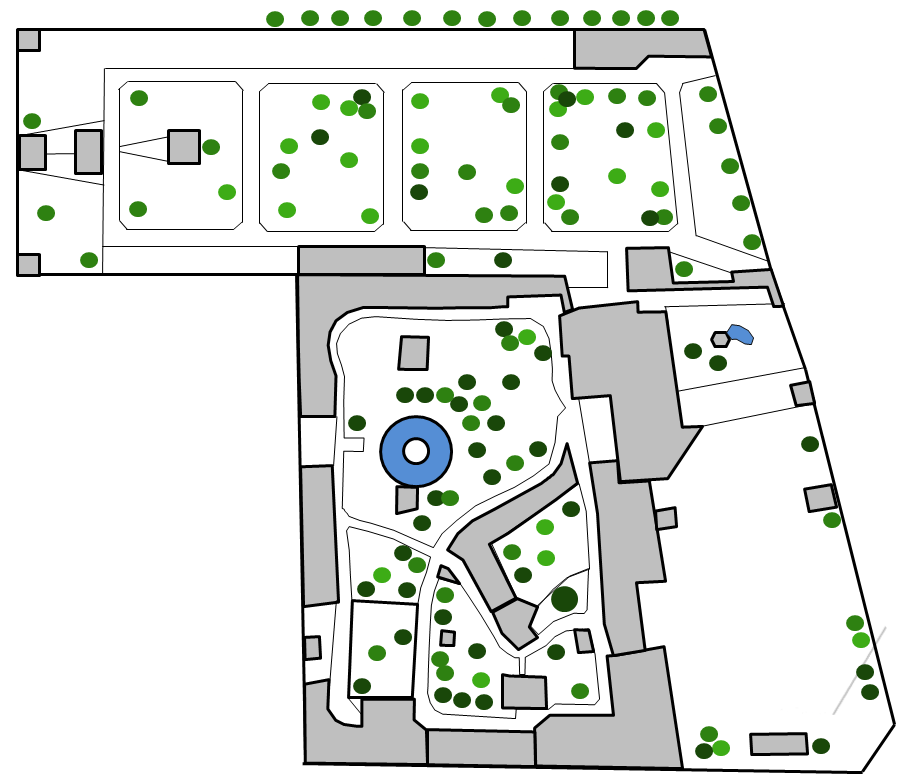
Plan (Stand Januar 2020)

Mitte 1997 wurde ein Erweiterungsgelände zur Verbesserung der Unterbringungsmöglichkeiten für Großvögel erworben, dessen Ausbau aber nur mäßig voranging. Schon lange drohte dem Park das Ende, da die Geldmittel erschöpft waren.
Im Frühjahr 2006 war der Vogelpark wegen der Vogelgrippe H5N1 vorsorglich geschlossen.
Bis zur vorläufigen Schließung 2012 aufgrund strenger Auflagen des Veterinäramtes Groß-Gerau wurden im Vogelpark in ca. 100 Volieren, Freigehegen und beheizten Anlagen für tropische Vögel Tiere aus allen Teilen der Welt gezeigt. Man rechnete jedoch von Seiten des Vereins mit einer Wiedereröffnung, nachdem einige Sanierungsarbeiten durchgeführt wurden.
Seit der Umwandlung des Vereins in eine gGmbH im Januar 2017 arbeitet man an der Umgestaltung und Renaturierung des Areals, um die Fläche für die Allgemeinheit herzurichten. Zu diesem Zweck sollen die alten, nicht sanierungsfähigen Gehegeanlagen und Gebäude verschwinden und das Grundstück in einen „Naturpark“ umgebaut werden.

## Weitere Aktivitäten und Besonderheiten

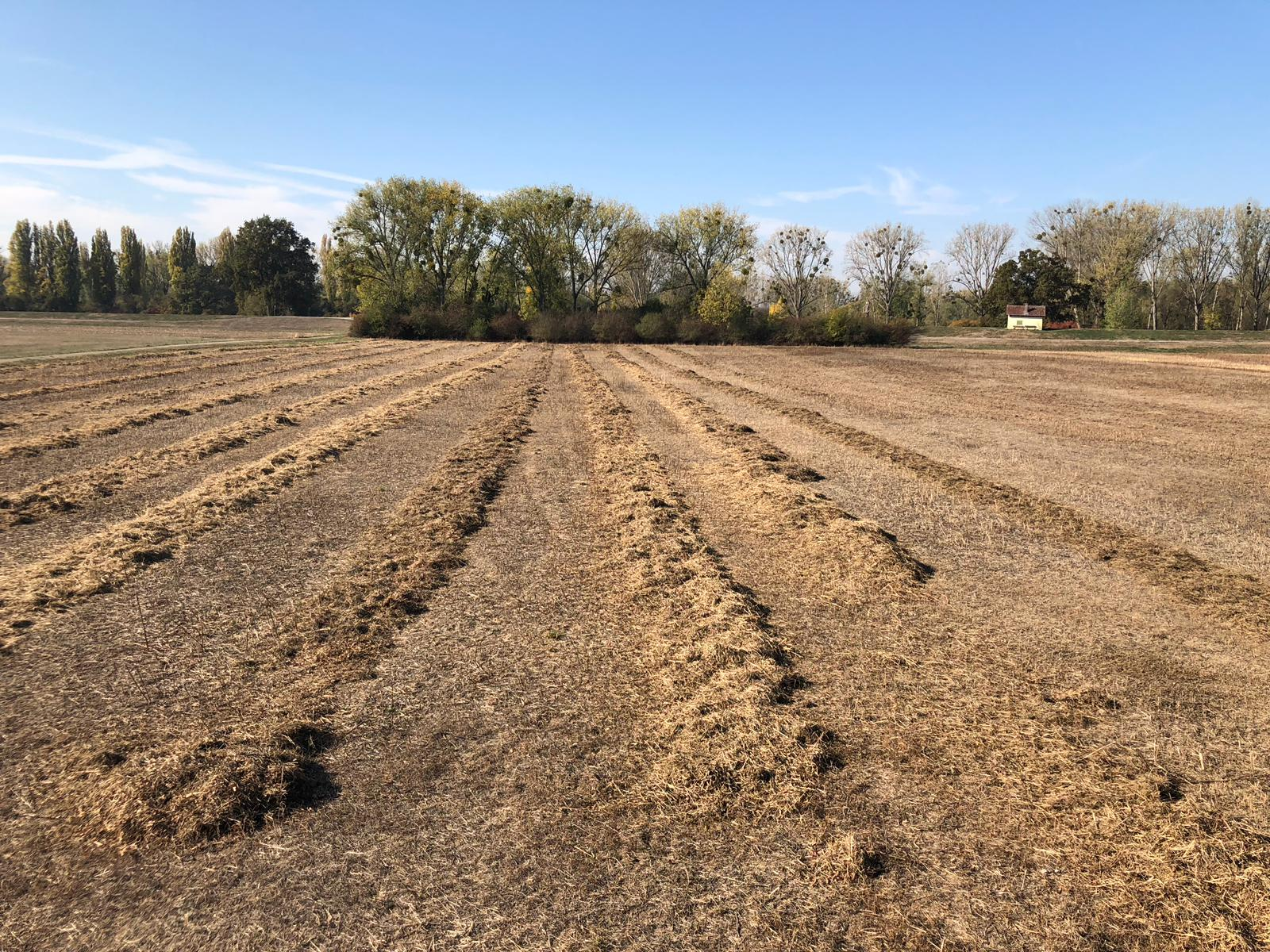
Umwandlungsfläche Stromtalwiese

Seit 1991 unterhält der ehemalige Verein für Vogelzüchter und Liebhaber eine Unterbringungsstation für beschlagnahmte Tiere, gemäß Bundesnaturschutzgesetz des Landes Hessen. Diese wird im Kampf um die Einhaltung des Tier- und Artenschutzes vom Zoll, vom Bundesamt für Naturschutz, von Staatsanwaltschaften und Veterinärämtern genutzt.
Auf dem Areal des Vogelparks befindet sich eine der größten zusammenhängenden Storchenkolonien Europas mit circa 90 Nestern.
Neben der Parkanlage wurden im Rahmen des Vorhabens zur „Erprobung und Entwicklung von Verfahren zur Renaturierung und integrierten landwirtschaftlichen Nutzung von Stromtalwiesen am hessischen Oberrhein“ durch den Verein, unterstützt durch die Stadt Riedstadt und die Universität Gießen, in den Biebesheimer Rheinauen erfolgreich etwa 10 Hektar Fläche renaturiert und in Stromtalwiesen umgewandelt.